# Ne varietur
La locuzione latina Ne varietur (in italiano "Non si modifichi") è utilizzata in editoria e in bibliografia per indicare l'edizione definitiva di un'opera più volte riveduta e corretta.
Può trattarsi di un'edizione dell'autore o di un'edizione postuma. Ad es., l'edizione nazionale delle Opere in 30 volumi (Bologna, N. Zanichelli, 1935-40) e delle Lettere in 22 volumi (Bologna, N. Zanichelli, 1939-68) di Giosuè Carducci può essere ritenuta la loro editio ne varietur. Il termine non è invece attribuibile a edizioni di classici greci e latini, che da secoli si ripetono e si ripeteranno sempre senza una possibile redazione definitiva.